# Katy Township
Katy Township est un township du comté de Boone dans le Missouri, aux États-Unis.

## Source de la traduction
- (en) Cet article est partiellement ou en totalité issu de l’article de Wikipédia en anglais intitulé « Katy Township, Boone County, Missouri » (voir la liste des auteurs).